# Hajar du
Hajar du är ett studioalbum av James Hollingworth och Jojje Wadenius, utgivet 2006 på skivbolaget Hollingworth Productions.

## Låtlista
1. "Värsta vilda hunden"
2. "Bäverfantomen"
3. "Hajar du"
4. "Jag har det på tungan"
5. "Djuridik"
6. "Listiga rävar"
7. "Vår gamla tupp"
8. "Regnet faller alltid uppifrån och ner"
9. "Peppar, peppar ta i trä"
10. "Från djupaste skog"
11. "Lägga benen på ryggen"
12. "Kapten i trädgården"
13. "Grädde på moset"
14. "En herrelös hund"

### Fotnoter
1. ↑  ”Hajar du”. Svensk mediedatabas. http://smdb.kb.se/catalog/search?q=hajar+du&x=0&y=0. Läst 10 februari 2012.